# Ignatius Chombo
Ignatius Morgan Chombo, né le 1er août 1952, est un homme politique zimbabwéen.

## Biographie
Ignatius Morgan Chombo a été arrêté par les forces armées zimbabwéennes, alors qu'il était ministre des Finances et chef de file du G40, une faction politique proche du président Robert Mugabe, lors du coup d'État du 15 novembre 2017. Il est relâché et hospitalisé le 24 novembre à cause de mauvais traitements subis durant sa détention, selon son avocat. Il comparaît quelques jours plus tard devant la justice pour des faits de corruption. Il a aussi été exclu du parti au pouvoir, le ZANU-PF.